# Eva Dobiášová
Eva Dobiášová (Praga, 25 de diciembre de 1933 - Praga, enero de 2024) fue una baloncestista checoslovaca.

## Síntesis biográfica
Nació con el nombre de Eva Dobiášová.
Consiguió 5 medallas en competiciones oficiales con Checoslovaquia.
La praguense jugó más de 120 partidos con la selección nacional a finales de los años 1950 y 1960, con la que participó tres veces en el Campeonato de Europa y dos veces en el Campeonato del Mundo.
Se llevó a casa una medalla en los cinco torneos, a saber, el bronce del Mundial dos veces en 1957 en Brasil y dos años más tarde en la Unión Soviética, ganó la plata en la CE en 1954 en Belgrado, dos años más tarde en Praga y otra dos años más tarde. De Polonia trajo medallas de bronce.
A nivel de clubes, trabajó principalmente como jugadora en el Sparta Praha, donde creció jugando baloncesto y luego jugó tres temporadas para el equipo femenino, seguidas de ocho temporadas en el Slovan Orbis Praha. En once años de liga, ganó ocho títulos y dos segundos puestos. Con Orbis, jugó dos veces en la Copa de Campeones de Europa, ayudando a terminar segunda en la general en 1961. Después del final de su carrera activa, fue miembro del comité de la sección de baloncesto del Comité Central de ČSTV.
También fue redactora de deportes durante once años en el diario praguense Lidové Noviny, donde conoció a Arnošt Lustig y a Ota Pavle. Trabajó en Radio Checoslovaca y fue redactora jefe de la revista Košíková-Odbíjená. Posteriormente también trabajó en Televisión Checoslovaca, donde presentó el programa Lékař a vy (‘el doctor y tú’). De 1990 a 2014 trabajó para la Liga contra el Cáncer.
Desde 2005 fue miembro del Salón de la Fama de la Federación Checa de Baloncesto.
Estuvo casada dos veces. Por primera vez se casó con el escritor, columnista, guionista y dramaturgo Vladimír Škutina, y por segunda vez (en los años 1970) con el baloncestista Miloslav Kříž, con quien tuvo un hijo, Peter, y una hija, Jana. Desde sus segundas nupcias adoptó el apellido de su esposo y se llamó Eva Křížová.